# M59 (天体)
座標:  12h 42m 02.322s, +11° 38′ 48.95″
M59（NGC 4621）はおとめ座にある楕円銀河。

## 概要
おとめ座銀河団に属する銀河の一つ。1939年5月19日に超新星SN 1939Bが出現し、フリッツ・ツビッキーによって発見されている。
双眼鏡で捉えるのは難しい。口径10cmの望遠鏡の80倍程度の広視界のアイピースを使うとM60と同じ視野に捉えることができる。口径20cmの望遠鏡では濃淡も見えてくる。

## 観測史
1779年4月11日に、ヨハン・ゴットフリート・ケーラーが彗星を観測中にM60とともに発見した。そのわずか4日後にシャルル・メシエもM58、M60と同時に発見している。メシエは「M58に先行し、ε星と平行する。位置はこれから決定した。双方とも微かである」と記している。1864年にジョン・ハーシェルは、「明るく、かなり大きい。ほとんど広がりがなく、中央が急に明るくなっている」と記している。